# Bo Demitz-Helin
Bo Demitz-Helin, född 3 januari 1897 i Vists församling i dåvarande Älvsborgs län, död 14 maj 1976 i Ulricehamns församling i samma län, var en svensk direktör.
Demitz-Helin var son till majoren David Helin och Wendla Ridderstedt av den adliga ätten Ridderstedt som före adlandet hette Demitz. Han var utbildad vid högre allmänt läroverk, handelsgymnasium, Krigsskolan och hade gått reservofficerskurs. Han var kapten vid Älvsborgs regementes (I15) reserv. Han var anställd vid Nordiska Handelsbanken 1919–1924 och därefter vid AB Stockholmssystemet 1925–1927, var avdelningschef vid Karlstads system AB 1927–1929 och hade samma uppgift vid AB Göteborgssystemet 1929–1938 innan han 1938 blev verkställande direktör för Skövde system AB.
Han var ledamot av styrelsen för Systembolagsdirektörers förening och ledamot av Systembolagets förtroendenämnd.
Bo Demitz-Helin var från 1931 gift med Inger-Marie Troye (1904–1995). De fick sonen Sten 1935 och dottern Ulla 1942.